# Alcalá de Ebro
Pour les articles homonymes, voir Alcalá.
Pour les articles homonymes, voir Alcalá et Ebro (homonymie).
Alcalá de Ebro est une commune d’Espagne, dans la province de Saragosse, communauté autonome d'Aragon comarque de Ribera Alta del Ebro.